# Sagaing-Region
Koordinaten: 23° 30′ N, 95° 30′ O
Die Sagaing-Region (birmanisch စစ်ကိုင်းတိုင်းဒေသကြီး, BGN/PCGN: sitkaingdaingdethagyi; bis 2008 Sagaing-Division) ist eine der 15 Verwaltungseinheiten von Myanmar.

## Geographie
Die Sagaing-Region liegt im Norden Myanmars. Im Osten grenzt sie an den Kachin-Staat und den Shan-Staat, im Süden an die Mandalay-Region und die Magwe-Region. Der Westen der Division bildet die Grenze zu Indien, und zwar zu den indischen Staaten Manipur und Nagaland und den Chin-Staat. Hauptstadt ist die gleichnamige Stadt Sagaing.